# 여인의 향기 (1992년 영화)
《여인의 향기》(女人의 香氣, 영어: Scent of a Woman)는 마틴 브레스트가 감독과 제작을 맡은 1992년 미국의 드라마 영화다. 이 영화는 추수감사절 즈음 퇴역한 육군 중령으로 시각 장애와 우울증, 그리고 신경질적인 성격을 가진 한 인물의 동반자 겸 비서로 단기 일자리를 얻게 되는 명문 사립 고등학교 학생의 이야기를 다루고 있다.
이 영화는 조반니 아르피노의 이탈리아 소설 《Il buio e il miele》(어둠과 꿀)을 보 골드먼이 각색한 작품이다. 이 소설은 앞서 디노 리시가 1974년 이탈리아 영화 《프로푸모 디 돈나》로 각색한 바 있다.
미국 영화는 알 파치노와 크리스 오도널이 주연을 맡았고, 제임스 레브혼, 필립 시모어 호프먼(필립 S. 호프먼으로 크레딧에 표기), 개브리엘 앤워, 브래들리 휫퍼드가 조연으로 출연했다.
영화는 주로 뉴욕주 일대에서 촬영되었고, 프린스턴 대학교에서도 로케이션 촬영이 이루어졌다. 또한 트로이에 있는 여학교인 엠마 윌러드 스쿨과 뉴욕의 월도프 아스토리아 뉴욕 호텔, 에티컬 컬쳐 필드스턴 스쿨에서도 촬영이 진행되었다.
영화는 1992년 12월 23일에 제한 상영으로 개봉했으며, 1993년 1월 8일 전국적으로 확대 개봉되었다. 비평가들로부터 대체적으로 긍정적인 반응을 얻었으며, 흥행에도 성공했다. 파치노는 이 영화에서의 연기로 아카데미 남우주연상을 수상했다. 이 영화는 최고 감독상, 최고 작품상, 이전에 제작 또는 출판된 자료를 바탕으로 한 최고 각본상 후보에 올랐다.
영화는 골든 글로브상에서 각본상, 남우주연상, 극영화 부문 작품상 등 세 개 부문을 수상했다.

## 줄거리
찰리 심스는 뉴잉글랜드에 위치한 명문 사립 학교 베어드 고등학교의 장학금을 받는 학생이다. 그는 추수감사절 주말 동안 퇴역 육군 중령인 프랭크 슬레이드(알 파치노) 삼촌을 돌보는 일을 맡게 된다. 찰리는 이 돈으로 크리스마스에 오리건주 그레셤에 있는 집으로 돌아갈 비행기 표를 살 수 있기에 이 일을 수락한다. 그는 매우 까다롭고 냉소적인 알코올 중독자로 변한 고도로 훈장을 받은 시각 장애인 베트남 전쟁 참전 용사 프랭크를 만난다.
찰리와 학생 조지 윌리스 주니어는 세 명의 급우가 교장 트래스크의 스포츠카를 손상시키고 그를 모욕하기 위한 장난을 치는 것을 목격한다. 그 후 트래스크 교장은 목격자가 있다는 것을 알고 그들에게 가해자를 지목하라고 압박하지만 실패한다. 그는 찰리에게 사적으로 하버드 대학교 입학을 사실상 보장해 줄 테니 다른 학생들을 밀고하라고 제안한다. 트래스크는 추수감사절 주말이 끝난 월요일에 학교 징계 위원회 회의를 소집한다.
프랭크 슬레이드는 예기치 않게 찰리와 함께 뉴욕으로 여행을 떠나 월도프 아스토리아 호텔에 머문다. 플라자 호텔의 오크룸에서 저녁 식사를 하던 중, 프랭크는 그의 여행 목표가 고급 호텔에서 머물고, 좋은 음식과 와인을 즐기며, 그의 형을 방문하고, "아주 멋진" 여자와 성관계를 갖는 것이라고 밝힌다. 그 후 그는 자살할 작정이다.
추수감사절 당일, 그들은 화이트플레인스에 있는 형의 집을 방문한다. 프랭크는 저녁 식사 자리에서 모두를 도발하며, 조카 랜디와의 대립으로 이어진다. 랜디는 프랭크가 전투 중 영웅적으로 눈이 멀게 된 것이 아니라, 젊은 장교들에게 자랑하기 위해 실제 수류탄을 저글링하다가 사고로 시력을 잃게 되었다고 폭로한다.
뉴욕으로 돌아오는 길에 찰리는 학교 문제를 털어놓는다. 프랭크는 조지가 아마 트래스크의 압력에 굴복할 것이므로, 찰리가 하버드에 진학하려면 먼저 행동해야 한다고 조언한다. 식당에서 프랭크는 데이트 상대를 기다리는 젊은 여성의 향기를 알아챈다. 그는 자신을 소개하고 그녀에게 탱고를 가르쳐주겠다고 제안한다. 저녁은 프랭크가 고급 에스코트와 성관계를 맺으면서, 그가 말했던 여행 목표를 달성하는 것으로 끝난다.
다음 날 아침 절망에 빠진 프랭크는 하루 일과에 대한 어떤 제안에도 관심이 없었지만, 찰리가 드라이브를 제안하자 마음을 바꾼다. 프랭크는 페라리 판매원을 설득하여 컨버터블을 시운전할 수 있게 된다. 도로를 달리던 중 프랭크는 다시 우울해지지만, 찰리가 그에게 운전을 허락하자 기분이 나아진다. 경찰에게 단속되었을 때, 프랭크는 자신이 시각 장애인임을 밝히지 않고 경찰관을 설득하여 그냥 보내준다.
차를 반납한 후, 프랭크는 다시 낙담한다. 그는 파크가의 혼잡한 차량 통행 속으로 무단 횡단을 시도하고, 여러 대의 차량에 치일 뻔한 위기를 간신히 모면한다. 호텔로 돌아온 후 프랭크는 찰리에게 시가를 사 오라고 심부름을 시킨다. 찰리는 나갔지만 의심이 들어 돌아왔고, 프랭크가 군복을 입고 권총으로 자살할 준비를 하고 있는 것을 발견한다. 찰리는 프랭크에게 아직 살아갈 이유가 많으며 자신의 상황을 용감하게 직면해야 한다고 설득한 후 프랭크를 막는다.
월요일 아침, 찰리와 조지는 전교생이 참석한 가운데 베어드 징계 위원회에 출석한다. 프랭크는 예기치 않게 도착하여 찰리와 함께 앉는다. 조지 주니어는 잠정적인 지목을 하지만, 자신이 콘택트렌즈를 착용하지 않아 정확히 누구인지 알 수 없다고 주장한다.
찰리는 조지 주니어의 지목을 확인해 주기를 거부하고, 트래스크 교장은 그의 퇴학을 권고한다. 프랭크는 찰리를 옹호하는 연설을 하며, 자신의 기준에 미치지 못하는 베어드 학교를 비난하고, 위원회에 찰리의 진실성을 존중해 줄 것을 촉구한다. 징계 위원회는 주동자들에게는 근신 처분을 내리고, 조지에게는 그들을 지목한 공로를 인정하지 않으며, 찰리에게는 더 이상 답변할 필요가 없다는 결정을 내린다.
찰리는 프랭크를 리무진까지 에스코트하고, 정치학 교수이자 징계 위원회 위원인 크리스틴 다운스는 프랭크의 연설을 칭찬한다. 프랭크는 그녀의 향수를 알아차려 그녀에게 깊은 인상을 주며 추파를 던진다. 찰리는 프랭크와 함께 집으로 돌아오고, 프랭크는 기쁘게 조카의 아이들을 맞이한다.

## 배역
- 알 파치노 - 중령 프랭크 슬레이드
- 크리스 오도널 - 찰리 심스
- 제임스 레브혼 - 트래스크 교장
- 개브리엘 앤워 - 도나
- 필립 시모어 호프먼 - 조지 윌리스 주니어
- 샐리 머피 - 캐런 로시
- 마이클 샌토로 - 도니 로시
- 니컬러스 새들러 - 해리 헤브메이어
- 토드 루이소 - 트렌트 포터
- 리처드 벤처 - W. R. ("윌리") 슬레이드
- 브래들리 휫퍼드 - 랜디
- 로셸 올리버 - 그레천
- 론 엘다드 - 고어 경찰관
- 준 스퀴브 - 헌세이커 선생님
- 백스터 해리스 - 조지 윌리스 시니어
- 진 캔필드 - 매니
- 레너드 게인스 - 프레디 비스코
- 프랜시스 콘로이 - 크리스틴 다운즈

## 제작
디노 리시의 《프로푸모 디 돈나》 리메이크 판권은 오비디오 G. 아소니티스가 구매했고, 1988년 10월 MIFED에서 로널드 드네프의 레인보우 인터내셔널이 아소니티스의 《비욘드 더 도어 III》와 《미드나잇 라이드》(당시에는 《노웨어 투 런》으로 불림)와 함께 최초로 선판매를 진행했다. 1989년 아소니티스가 캐논 픽처스의 회장이 되었을 때, 그는 《여인의 향기》 리메이크를 포함한 현재 개발 및 제작 중인 영화들이 캐논 배급으로 제작 및 개봉될 것이라고 발표했다.
1990년 5월까지 캐논 픽처스는 유니버설 픽처스와 영화 제작 계약을 체결했다. 1991년, 보 골드먼이 각본을 쓰기 위해 고용되었다. 그는 나중에 "영화의 교훈이 있다면, 그것은 우리가 삶의 놀라운 모순에 자신을 열어두고 이용할 수 있도록 한다면, 계속 나아갈 힘을 찾을 것이라는 점이다"라고 말했다.
마틴 브레스트는 1991년 4월에 이 영화의 감독을 제안받았고, 그가 제안받은 또 다른 리메이크작인 《죽음이 휴가를 떠나다》의 리메이크(그는 나중에 조 블랙의 사랑으로 만들었으며, 1998년 브래드 피트, 클레어 폴러니, 앤서니 홉킨스 주연으로 개봉되었다) 대신 이 영화를 선택했다. 8월 초까지 브레스트는 공식적으로 계약을 체결했고, 알 파치노는 주연 배우로 물망에 올랐다. 파치노는 다음 달에 공식적으로 계약을 체결했다.

### 캐스팅
맷 데이먼, 벤 애플렉, 브렌던 프레이저, 앤서니 랩, 랜들 바틴코프, 크리스 록, 스티븐 도프 등 신인 배우들이 찰리 심스 역에 오디션을 보았고, 1991년 11월에 크리스 오도널이 캐스팅되었다. 잭 니컬슨에게 프랭크 슬레이드 중령 역이 제안되었지만 거절했다.

### 조사
파치노는 《여인의 향기》에서 자신의 역할을 매우 철저하게 연구했다. 시각 장애인이 된다는 것이 어떤 느낌인지 이해하기 위해 그는 뉴욕의 어소시에이티드 블라인드 고객들을 만났는데, 특히 트라우마로 시력을 잃은 사람들의 이야기에 관심을 가졌다. 고객들은 그에게 시력을 영원히 잃게 될 것을 알게 된 순간부터 우울증, 그리고 수용과 적응에 이르기까지 전체 과정을 설명해 주었다. 뉴욕의 시각 장애인 옹호 단체인 라이트하우스 길드에서도 그에게 시각 장애인이 의자를 찾고 앉고, 병에서 액체를 따르고, 시가를 피우는 데 사용할 수 있는 기술들을 가르쳐주었다.

### 촬영
《여인의 향기》 제작은 1991년 12월 3일 뉴욕에서 시작되어 1992년 4월까지 진행되었다. 다음 미국 지역에서 촬영되었다.
- 브루클린, 뉴욕
- 덤보 지역, 브루클린, 뉴욕
- 엠마 윌러드 스쿨, 285 포링 애비뉴, 트로이, 뉴욕
- 햄프스테드 하우스, 샌즈 포인트 보호구역, 95 미들넥 로드, 포트 워싱턴, 롱아일랜드, 뉴욕
- 롱아일랜드, 뉴욕
- 맨해튼, 뉴욕
- 뉴욕 에티컬 컬쳐 학회의 미팅 하우스, 2 W 64th St, 뉴욕, 뉴욕 (프랭크가 찰리를 변호하는 연설 장면)
- 뉴어크 리버티 국제공항, 뉴어크, 뉴저지
- 플라자 호텔의 오크룸, 5번가와 59번가, 맨해튼, 뉴욕 (프랭크와 찰리가 저녁 식사를 하는 곳)
- 피에르 호텔, 5번가와 61번가, 맨해튼, 뉴욕, 코티온 볼룸 (프랭크와 도나가 탱고를 추는 곳)
- 포트 워싱턴, 롱아일랜드, 뉴욕
- 프린스 베이, 스태튼아일랜드, 뉴욕
- 프린스턴, 뉴저지
- 퀸스, 뉴욕
- 프린스턴 대학교—어퍼 매디슨 홀, 프린스턴, 뉴저지 (베어드 도서관 장면)
- 스태튼아일랜드, 뉴욕
- 트로이, 뉴욕
- 월도프 아스토리아 호텔, 301 파크가, 맨해튼, 뉴욕 (프랭크의 호텔)

### 음악
영화의 사운드트랙 음악은 토머스 뉴먼이 작곡하고 지휘했다. 프랭크와 도나가 추는 탱고는 "포르 우나 카베사"이다.

## 곡 목록
| #   | 제목                    | 작사·작곡                 | 연주자           | 재생 시간 |
| --- | ----------------------- | ------------------------- | ---------------- | --------- |
| 1.  | 〈Main Title〉          |                           |                  |           |
| 2.  | 〈A Tour of Pleasures〉 |                           |                  |           |
| 3.  | 〈Tract House Ginch〉   |                           |                  |           |
| 4.  | 〈45 in 25〉            |                           |                  |           |
| 5.  | 〈Balloons〉            |                           |                  |           |
| 6.  | 〈Cigars, Part Two〉    |                           |                  |           |
| 7.  | 〈Por una Cabeza〉      | 가르델 / 알프레도 르 페라 | 더 탱고 프로젝트 |           |
| 8.  | 〈Long Gray Line〉      |                           |                  |           |
| 9.  | 〈The Oakroom〉         |                           |                  |           |
| 10. | 〈Park Ave.〉           |                           |                  |           |
| 11. | 〈Witnesses〉           |                           |                  |           |
| 12. | 〈Beyond Danger〉       |                           |                  |           |
| 13. | 〈라 비올레테라〉       | 파디야                    | 더 탱고 프로젝트 |           |
| 14. | 〈El Relicario〉        | 파디야                    | 더 탱고 프로젝트 |           |
| 15. | 〈Other Plans〉         |                           |                  |           |
| 16. | 〈Assembly〉            |                           |                  |           |
| 17. | 〈Fleurs de Rocaille〉  |                           |                  |           |
| 18. | 〈End Title〉           |                           |                  |           |

## 평가

### 박스 오피스

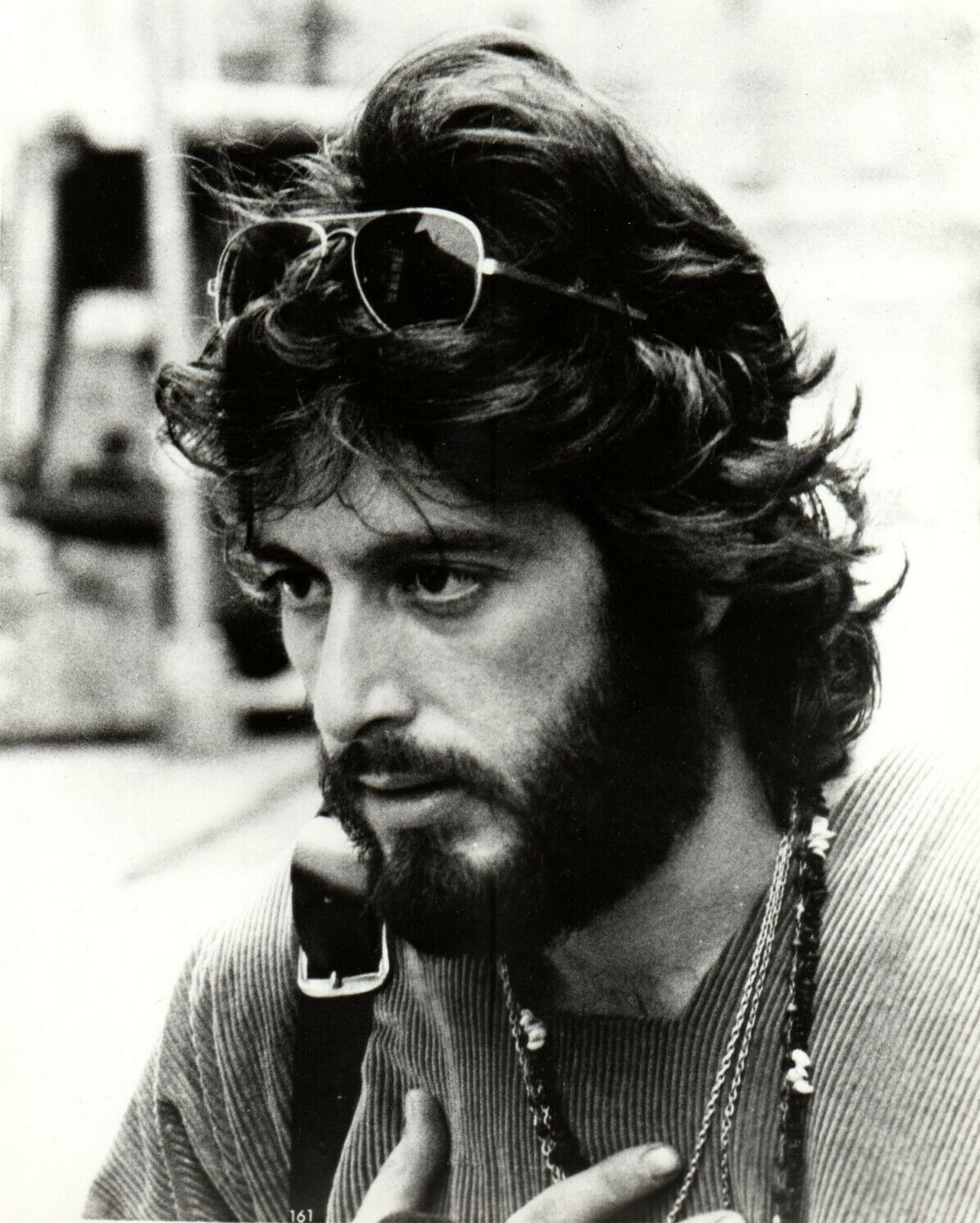
알 파치노는 이 영화에서 비평가들의 찬사를 받으며 마침내 아카데미 남우주연상을 수상했는데, 이는 아카데미 남우주연상 9번의 후보 지명 중 유일한 수상이었다.

이 영화는 미국 박스 오피스에서 20위로 개봉했다. 미국과 캐나다에서 63,095,253달러, 해외에서 7,100만 달러 이상(이탈리아 제외)을 벌어들여 전 세계 총 1억 3,409만 5,253달러를 기록했다.

### 비평 반응
2025년 기준으로, 이 영화는 50개의 평론을 기준으로 평론 종합 웹사이트 로튼 토마토에서 82%의 지지율을 기록하고 있다. 이 사이트의 총평은 다음과 같다: "이 영화는 드라마 자체보다는 알 파치노의 연기에 더 크게 의존할지 모르지만, 그 연기는 정말 대단하다. 웅장하고 대담하며 때로는 과장되기도 하지만, 마침내 아카데미가 그에게 첫 오스카를 안겨줄 만한 깊이를 보여준다." 이 영화는 메타크리틱에서 14개의 비평가 리뷰를 기반으로 100점 만점에 59점을 기록하며 "혼합된 평가"를 나타내고 있다.
두 명의 비평가가 영화의 길이를 비판했다. 버라이어티의 토드 매카시는 이 영화가 "거의 한 시간이나 너무 길다"고 말했다. 뉴스위크의 데이비드 앤슨은 "두 인물 중심의 구상이 두 시간 반의 러닝타임을 정당화하지 못한다"고 썼다.

### 수상
알 파치노는 아카데미 남우주연상을 수상했는데, 이는 네 번의 이전 남우주연상 후보 지명 이후 그의 경력에서 처음이었다. 이는 그의 전체 여덟 번째 지명이었다. 이 프로젝트를 시작하고 최종 영화에서는 크레딧에 오르지 않기로 한 오비디오 G. 아소니티스는 버라이어티에 전면 광고를 내어 톰 폴록, 유니버설 픽처스, 마틴 브레스트에게 이 각색 작업을 성공적으로 이끈 것을 축하하고 파치노의 오스카 수상에 찬사를 보냈다.
| 수상                               | 부문                                                    | 후보(들)                                        | 결과   | 참고   |
| ---------------------------------- | ------------------------------------------------------- | ----------------------------------------------- | ------ | ------ |
| 아카데미상                         | 최우수 작품상                                           | 마틴 브레스트                                   | 후보   | [ 31 ] |
| 아카데미상                         | 최우수 감독상                                           | 마틴 브레스트                                   | 후보   | [ 31 ] |
| 아카데미상                         | 최우수 남우주연상                                       | 알 파치노                                       | 수상   | [ 31 ] |
| 아카데미상                         | 최우수 각색상                                           | 보 골드먼                                       | 후보   | [ 31 ] |
| 미국 영화 편집자 협회상            | 최우수 드라마 영화 편집상                               | 윌리엄 스타인캠프, 마이클 트로닉, 하비 로젠스톡 | 후보   |        |
| 아르티오스상                       | 장편 드라마 영화 최우수 캐스팅상                        | 엘런 루이스                                     | 후보   | [ 32 ] |
| BMI 영화 & TV 상                   | 영화 음악상                                             | 토머스 뉴먼                                     | 수상   |        |
| 영국 아카데미 영화상               | 최우수 각색상                                           | 보 골드먼                                       | 후보   | [ 33 ] |
| 시카고 영화 비평가 협회상          | 최우수 남우주연상                                       | 알 파치노                                       | 후보   | [ 34 ] |
| 시카고 영화 비평가 협회상          | 가장 유망한 배우                                        | 크리스 오도널                                   | 수상   | [ 34 ] |
| 댈러스-포트워스 영화 비평가 협회상 | 최우수 영화상                                           | 최우수 영화상                                   | 후보   |        |
| 골든 글로브상                      | 영화 부문 최우수 작품상 – 드라마                        | 영화 부문 최우수 작품상 – 드라마                | 수상   | [ 35 ] |
| 골든 글로브상                      | 영화 부문 최우수 남우주연상 – 드라마                    | 알 파치노                                       | 수상   | [ 35 ] |
| 골든 글로브상                      | 영화 부문 최우수 남우조연상                             | 크리스 오도널                                   | 후보   | [ 35 ] |
| 골든 글로브상                      | 영화 부문 최우수 각본상                                 | 보 골드먼                                       | 수상   | [ 35 ] |
| 뉴욕 영화 비평가 협회상            | 최우수 남우주연상                                       | 알 파치노                                       | 준우승 | [ 36 ] |
| 미국 제작자 조합상                 | 극영화 부문 최우수 제작자상                             | 마틴 브레스트                                   | 후보   |        |
| 미국 작가 조합상                   | 최우수 각색상 – 이전에 제작 또는 출판된 자료를 바탕으로 | 보 골드먼                                       | 후보   | [ 37 ] |